# Regen (Lil' Kleine)
Regen is een lied van de Nederlandse rapper Lil' Kleine. Het werd in 2021 als single uitgebracht en stond in hetzelfde jaar als derde track op het album Kleine.

## Achtergrond
Regen is geschreven door Jorik Scholten, Vincent van den Ende, Julian Vahle en Ramon De Wilde en geproduceerd door Avedon en Vahle. Het is een lied uit het genre nederhop. In het nummer zingt de liedverteller over hoe hij vanuit helemaal niks succesvol is geworden met zijn rap carrière. De single heeft in Nederland de gouden status.

## Hitnoteringen
De rapper had verschillende succes met het lied in Nederland. Het kwam tot de vierde plaats van de Single Top 100 en stond tien weken in deze hitlijst. Het succes in de Top 40 was een stuk minder. Het kwam niet in deze hitlijst terecht, maar het bleef steken op de zesde plaats van de Tipparade.